# Cinangsi (Cibogo)
Cinangsi is een bestuurslaag in het regentschap Subang van de provincie West-Java, Indonesië. Cinangsi telt 6124 inwoners (volkstelling 2010).